# Grupo de Contato (Bálcãs)
O Grupo de Contato é um grupo informal de países influentes que possuem um interesse significativo na evolução da política nos Bálcãs. O Grupo de Contato foi composto por Estados Unidos, Reino Unido, França, Alemanha, Itália e Rússia. Foi criado em resposta à guerra e à crise na Bósnia no início dos anos 1990. O Grupo de Contato incluía quatro dos cinco membros permanentes do Conselho de Segurança das Nações Unidas e os países que mais contribuíram em tropas e assistência aos esforços de consolidação da paz nos Bálcãs. Os representantes do Conselho da União Europeia, a Presidência da União Europeia, da Comissão Europeia e da OTAN geralmente participavam das reuniões do Grupo de Contato.
O Grupo de Contato assumiu um grande interesse no processo liderado pela ONU para determinar o futuro estatuto político do Kosovo (isto é, se deveria ser independente ou continuar a ser uma parte da Sérvia). O Grupo de Contato reúne-se regularmente com a ONU, Martti Ahtisaari, enviado especial, que foi encarregado de executar o processo do futuro estatuto.